# Lisandro
Lisandro (en griego, Λύσανδρος; f. 395 a. C., según la obra de Plutarco) fue un político y general espartano conocido por ser el comandante de la flota espartana que venció a los atenienses en Egospótamos en el año 405 a. C. El siguiente año, tomó Atenas y dio así término a la guerra del Peloponeso.

## Formación
Lisandro hijo de Aristocleito, era uno de los Heraclidas, pero no era miembro de las familias reales de Esparta.

No conocemos los detalles de su juventud y de su carrera. Lisandro fue puesto a cargo de la flota espartana del Egeo, con base en Éfeso (407 a. C.) contra Alcibíades, cuando este volvió al bando ateniense hacia el final de la guerra del Peloponeso. En su primer año como almirante (406 a. C.) ganó la batalla naval de Notium y obtuvo apoyo para la causa espartana de Ciro el Joven, sátrapa persa e hijo de Darío II. 
Ganó partidarios entre las ciudades sujetas a Atenas con la promesa de establecer "decarquías" formadas por oligarcas y promovió los intereses de ciertos aliados potenciales.

## Triunfo
La ley impedía que la misma persona fuera nombrado dos veces almirante, lo que provocó que fuera nombrado Calicrátidas, pero no conforme los aliados, y ante la presión Lisandro fue nombrado vicealmirante, que por lo mismo, acabó tomando el mando, de camino hacia Atenas atacó y venció en Mileto y Lampsaco, lo que resultó decisivo en la batalla de Egospótamos, en la que la flota ateniense fue totalmente neutralizada (405 a. C.), se capturaron alrededor de 180 naves atenienses, se mató a muchos prisioneros y al resto se los envió de vuelta para ayudar en su plan de agotar las provisiones de los sitiados en Atenas, bloqueando El Pireo (ruta del grano a través del Helesponto) del que arrasó numerosas fortificaciones. Con estas acciones consiguió rendir a Atenas por hambre.
Luego Lisandro, se reunió con los reyes espartanos, Agis y Pausanias, en el Ática. Cuando Atenas sucumbió tras el asedio, Lisandro instaló el conocido como gobierno de los Treinta, después reconocido como los Treinta Tiranos (404 a. C.). Las decarquías que había organizado en las ciudades aliadas de Atenas fueron en muchos casos reforzadas por guarniciones dirigidas por comandantes espartanos, los llamados harmostai.

## Declive y muerte
Lisandro se hizo impopular en toda Grecia, promocionando los intereses de sus amigos y manifestando afán de venganza contra los que le desagradaban. En el año 403 fue enviado en apoyo de los "Treinta" contra la revuelta de los demócratas de Trasíbulo en Atenas. Es probable que hubiera tenido éxito de no ser por el revés político que supuso que los reyes espartanos apoyaran la naciente democracia. Sus "decarquías" de oligarcas es probable que fueran abolidas en este periodo de considerable disminución de la influencia y el poder político de Lisandro, que sería presumiblemente la intención de los monarcas espartanos.
A la muerte de Agis II, Lisandro fue el instrumento de su anterior (aites) pupilo Agesilao II, y hermano de Agis, que fue rey en 399 a. C., pero tras la expedición conjunta para atacar a Persia el nuevo rey trató de apartarle de la escena política. En Anatolia Lisandro aún era recordado como la figura poderosa que había sido, cosa que irritaba a Agesilao, impotente precisamente porque debía a Lisandro el trono. Agesilao comenzó a rechazar a algunos griegos jónicos que buscaban el desarrollo con la aprobación de Lisandro. Debido a esto y otros puntos de fricción, Lisandro decidió volver a Esparta en 396 a. C., donde quizá comenzó a conspirar contra el tradicional poder de las familias reales.
Al principio de la Guerra corintia (395-387 a. C.), Lisandro condujo un ejército de aliados a Beocia desde Fócide y murió cuando sus tropas fueron sorprendidas por una emboscada tebana en Haliarto ante los muros de la ciudad.

## Culto
Según Duris de Samos (siglo IV a. C.), Lisandro fue el primer griego a quien las ciudades erigieron altares y ofrecían sacrificios como a un dios y los samios votaron que su fiesta de Hera debería llamarse Lisandreia.
Se invocaban himnos dirigidos a Lisandro: "el general de la Grecia sagrada, que precede de la anchurosa Esparta, y deseamos cantar solemnemente, Oh, Oh, peán,..." 
También, Atenágoras de Atenas, escribió al emperador Marco Aurelio en torno al 176, acusando a los habitantes de Samos de haber deificado a Lisandro.
Los reyes de Esparta lo llamaron a su presencia con el objeto de castigarle por los excesivos homenajes y sacrificios en su honor, pero hábil como era, logró que todo quedara en un castigo leve a causa de los grandes servicios prestados a la patria.

## Homenajes
Con el nombre de este general fue bautizado un importante avión británico de la Segunda Guerra Mundial: el Westland Lysander, de gran utilidad por su capacidad STOL.